# Ribes rubrum
El grosellero rojo, corinto o parrilla  (Ribes rubrum) es una especie de arbusto perteneciente a la familia Grossulariaceae.
Ribes rubrum es un arbusto de hoja caduca que normalmente crece de 1 a 1,5 m (3 a 4,9 pies) de altura, a veces hasta 2 m (7 pies), con hojas de cinco lóbulos dispuestas en espiral en el tallo. Las flores son discretas de color amarillo verdoso, en racimos colgantes de 4 a 8 cm ( 1 1 ⁄ 2  a 3 1 ⁄ 4   pulgadas) , que maduran en bayas comestibles translúcidas de color rojo brillante con 8 a 12 mm (0,31 a 0,47 pulgadas) de diámetro. con 3 a 10 bayas en cada racimo. Un arbusto establecido puede producir de 3 a 4 kg (7 a 9 libras) de bayas entre mediados y finales del verano.

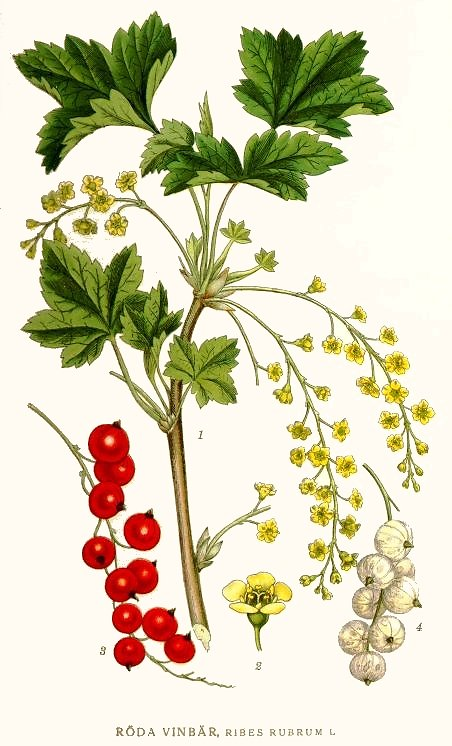
Ilustración

## Descripción
La planta es un arbusto caducifolio que suele alcanzar entre 1 y 1,5 m de altura, llegando ocasionalmente a los 2 m, con hojas de 5 lóbulos distribuidas en espiral en las ramas. Las flores son de un discreto color entre verde y amarillo, organizadas en racimos pendulosos de 4 a 8 cm y maduran produciendo unas bayas comestibles.
El período de floración es de abril a mayo. Hasta 20 flores crecen juntas en una inflorescencia racemosa corta con un eje de inflorescencia desnudo. El tallo floral mide de 3 a 5 mm de largo.
La pequeña flor hermafrodita, quíntuple y con doble perianto, tiene un diámetro de 6 a 8 mm y es de color amarillo verdoso o rojizo. En el interior de la copa floral de 1-1,5 mm de largo, que se extiende como un plato en la parte superior, se encuentra un disco elevado pentagonal. Los cinco sépalos, fusionados en la parte inferior, miden de 2 a 2,5 mm de largo, glabros, de color verdoso o rojo pardusco, algunos punteados de rojo, espatulados y aproximadamente el doble de largos que los pétalos. El tubo del cáliz es corto y las puntas del cáliz están enrolladas hacia atrás. Los cinco pétalos, muy pequeños, estrechos y erguidos, de color amarillento a violeta, miden de 0,5 a 1 mm de largo. Sólo hay un círculo con cinco estambres cortos y fértiles. Las mitades de las anteras están separadas por el estambre alargado y ligeramente separadas. El estilo corto del ovario inferior tiene dos ramas.
Las bayas, lisas, en su mayoría esféricas, tienen un diámetro de 6 a 11 milímetros, son rojas o blancas, a veces rosadas, translúcidas y contienen numerosas semillas. El cáliz todavía se puede ver claramente en la baya. Las bayas son comestibles, jugosas y de sabor amargo.
Este fruto es la grosella, o más concretamente la "grosella roja", también conocida como "zarzaparrilla roja" o "corinto", una baya ácida y comestible de color rojo translúcido de entre 8 y 12 mm de diámetro, con entre 3 y 10 bayas en cada racimo.

### Composición en nutrientes
| 100 g de grosellas rojas contienen una media de: |      |        |               |           |          |         |          |            |            |
| Energía                                          | Agua | Grasas | Carbohidratos | Proteínas | Potasio  | Calcio  | Magnesio | Vitamina C | Vitamina E |
| 234 kJ (56 kcal)                                 | 84 g | 0,2 g  | 13,8 g        | 1,4 g     | 275,0 mg | 33,0 mg | 13,0 mg  | 41,0 mg    | 0,1 mg     |

### Constituyentes químicos particulares
Las grosellas rojas son conocidas por su sabor ácido, una característica que les confiere un contenido relativamente alto de ácidos orgánicos y una mezcla de polifenoles. Hasta 65 compuestos fenólicos diferentes pueden contribuir a las propiedades astringentes de las grosellas rojas, y su contenido aumenta durante el último mes de maduración Se han aislado 25 polifenoles individuales y otros fitoquímicos que contienen nitrógeno en el zumo de grosella roja, específicamente con el perfil de sabor astringente que percibe la lengua humana.

## Distribución geográfica y hábitat
Es originaria de parte de Europa Occidental (Francia, Bélgica, Países Bajos, Alemania,  norte de Italia y norte de España).
Si bien Ribes rubrum tiene este origen, los cultivares de grosella roja con bayas grandes se produjeron por primera vez en Bélgica y el norte de Francia en el siglo XVII. En los tiempos modernos se han seleccionado numerosos cultivares; algunos de estos han escapado de los jardines y se pueden encontrar en estado silvestre en toda Europa y extendiéndose hasta Asia.

## Cultivo y usos

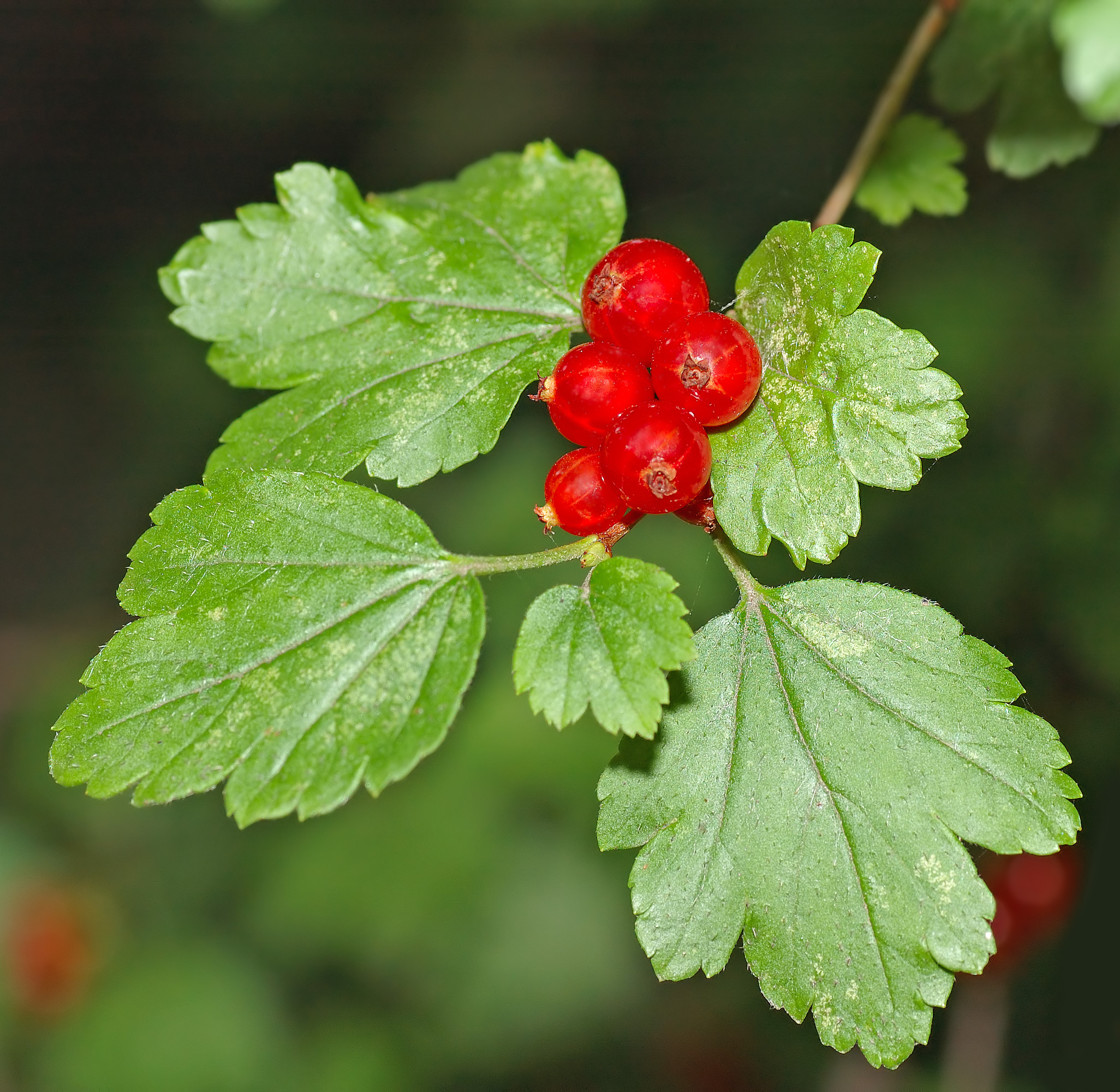
Grosella alpina.

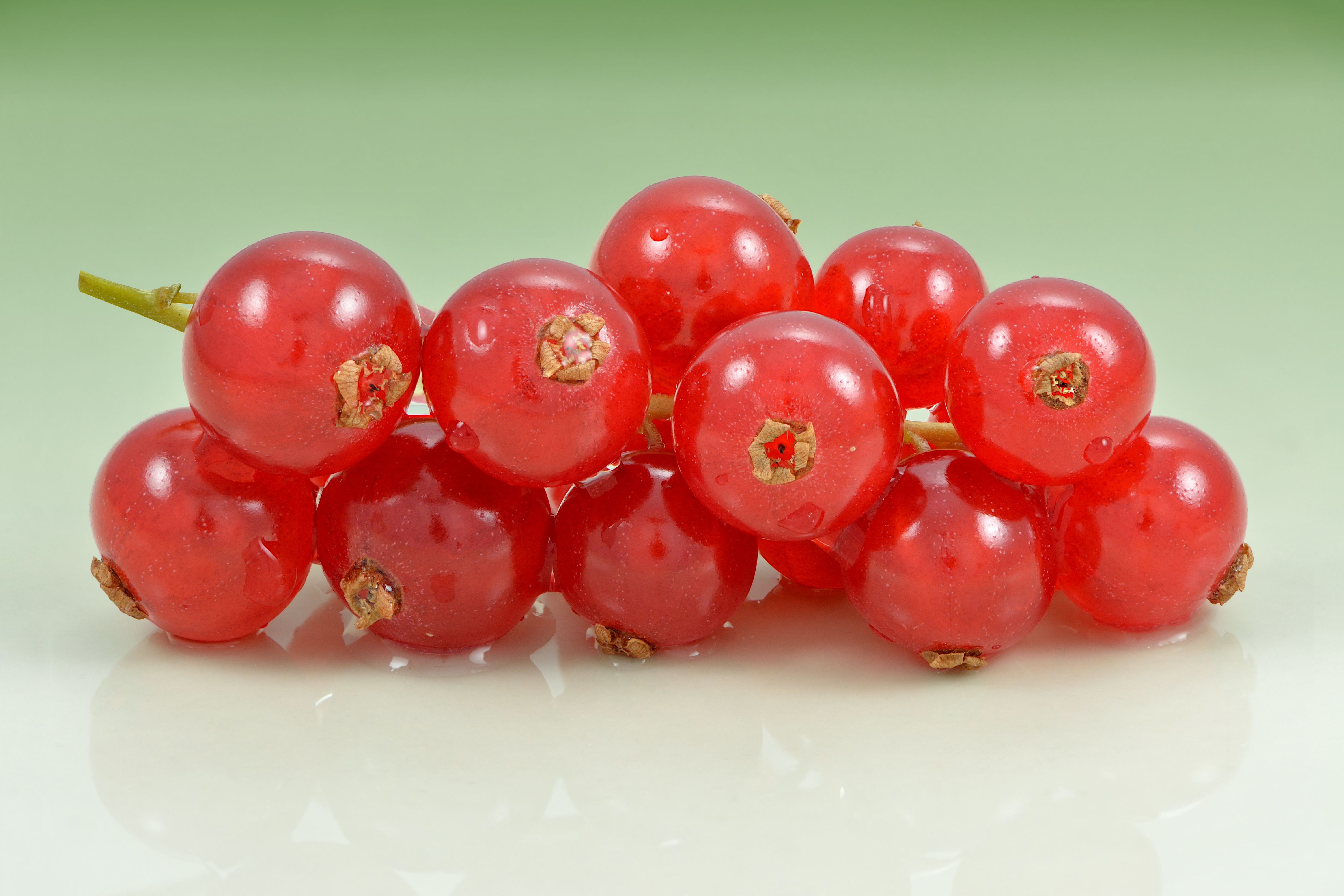
Frutos

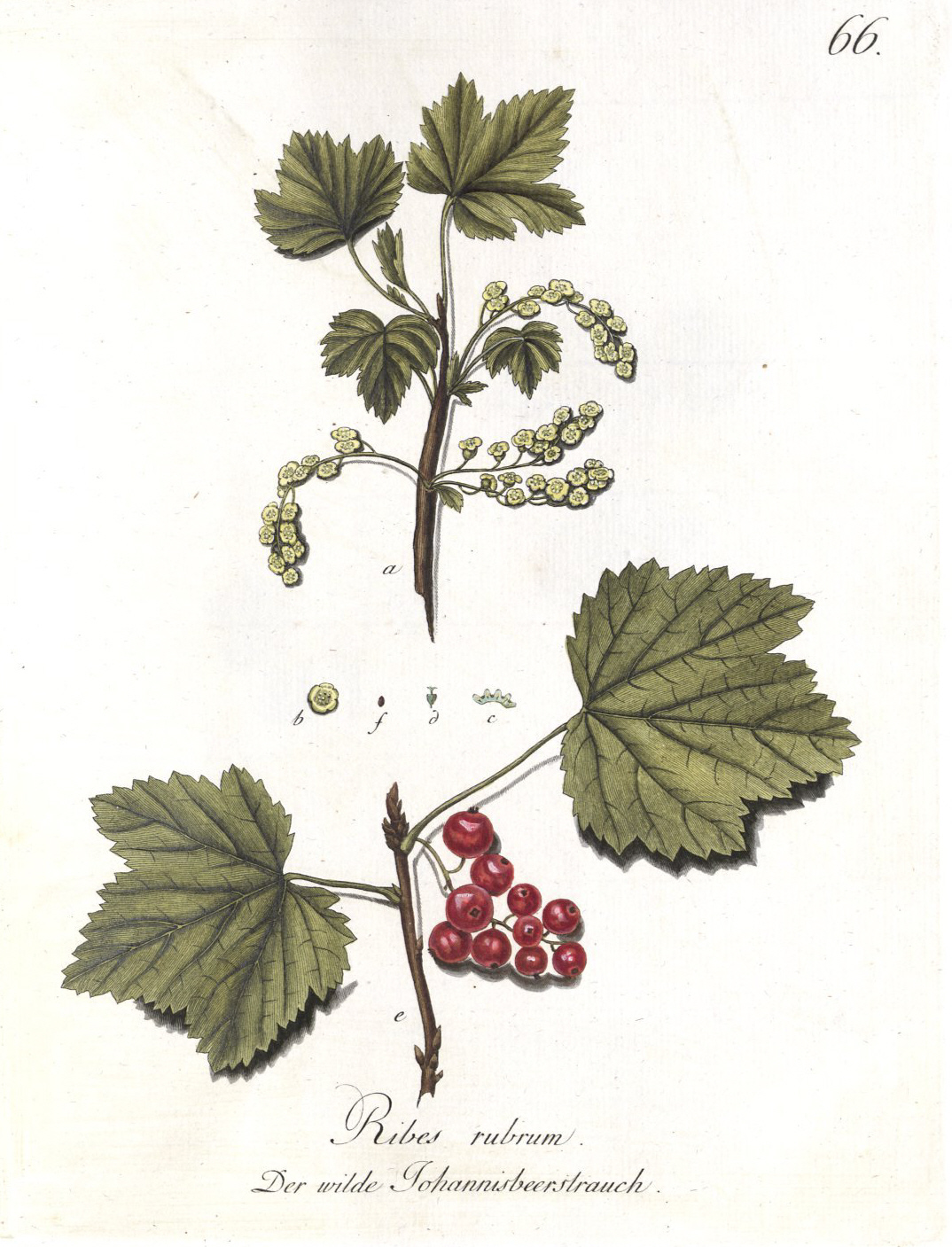
Ilustración

La grosella es ligeramente más ácida que su pariente la grosella negra, y se cultiva principalmente para producir mermeladas y platos cocinados, en lugar de consumirse fresca. En el Reino Unido, la jalea de grosella roja es un condimento que suele servirse con cordero, carne de caza, incluida la de venado, pavo y ganso en un asado festivo o dominical. Es esencialmente una mermelada y se elabora de la misma manera, añadiendo las grosellas rojas al azúcar, hirviéndolas y colándolas.
Con la madurez, el sabor ácido de la grosella roja es ligeramente mayor que el de su pariente la grosella negra, pero con el mismo dulzor aproximado. La variante de fruto blanco de la grosella roja, a menudo denominada grosella blanca, tiene el mismo sabor agrio pero con mayor dulzor. Aunque se cultiva con frecuencia para mermeladas y preparaciones cocinadas, al igual que la grosella blanca, suele servirse cruda o como simple acompañamiento en ensaladas, guarniciones o bebidas cuando está en temporada.
En Francia, la muy enrarecida y artesanal Bar-le-duc o «jalea de Lorena» es un preparado untable elaborado tradicionalmente con grosellas blancas o, alternativamente, con grosellas rojas. Las pepitas se quitan a mano, originalmente por monjes, con una pluma de ganso, antes de cocinarlas.
En el Reino Unido, la jalea de grosella roja es un condimento que suele servirse con cordero, carne de caza incluyendo ciervo, pavo y ganso en un asado de domingo o festivo. Es esencialmente una mermelada y se elabora de la misma manera, añadiendo las grosellas rojas al azúcar, hirviéndolas y colándolas.
En Escandinavia y Schleswig-Holstein, se utiliza a menudo en sopas de frutas y pudines de verano (rødgrød, rote grütze o rode grütt). En Alemania también se utiliza en combinación con natillas o merengue como relleno de tartas.
En Linz (Austria), es el relleno más utilizado para la tarta Linzer. Se puede degustar en estado fresco sin añadir azúcar.
En las zonas de habla alemana, el sirope o néctar de grosella se añade al agua con gas y se toma como una bebida refrescante llamada Johannisbeerschorle. Se llama así porque se dice que las grosellas rojas (Johannisbeeren, "baya de Juan" en alemán) maduran primero el día de San Juan, también conocido como el día del solsticio de verano, el 24 de junio.
En Rusia, la grosella roja es omnipresente y se utiliza en mermeladas, conservas, compotas y postres. También se utiliza para hacer kissel, una bebida dulce y saludable a base de bayas o frutas frescas (como grosellas rojas, cerezas, cranberries).Las hojas tienen muchos usos en la medicina tradicional, como hacer una infusión con té negro.  También las plantas se cultivaban en los jardines de monasterios rusos en el siglo XI. 
Aunque se suelen atribuir más usos medicinales a la grosella negra, herboristas alemanes y británicos consideran que la grosella tiene propiedades febrífugas, suavemente laxantes, astringentes, purificadoras de la sangre, diuréticas y digestivas. También se dice que favorecen la exudación, facilitan la menstruación e incrementan el apetito. Algunos de estos efectos son probables, debido a su alto contenido en vitamina C, ácidos frutales y fibra. Se dice[¿quién?] que el té hecho de las hojas secas alivia los síntomas de la gota y el reúma, que en compresas contribuye a la curación de heridas que tardan en curar, y que haciendo gárgaras ayuda en caso de infecciones bucales.
Según el libro "Orbis Naturführer" (Orbis Verlag, Múnich, 2000), aunque la grosella y la grosella negra son originarias del norte y este de Europa, las primeras grandes plantas cultivadas de grosella aparecieron en Bélgica y el norte de Francia en el siglo XVII. En la actualidad existen numerosas variedades cultivadas; algunas de ellas han escapado de los jardines de cultivo y se pueden encontrar en estado silvestre por toda Europa, y extendiéndose en Asia.
La grosella blanca es una variedad de la misma especie, Ribes rubrum. A pesar de su menor acidez y su carencia de color, no es una especie aparte.

## Taxonomía
Ribes rubrum fue descrita por  Carlos Linneo y publicado en Species Plantarum 1: 200. 1753.
Hay dos variedades: 
- Grosella roja silvestre (Ribes rubrum L. var. rubrum): la familia silvestre de las grosellas de jardín. Forma brotes rastreros, las hojas suelen ser algo brillantes y arrugadas en la parte superior y las bayas son pequeñas.
- Grosella roja (Ribes rubrum var. domesticum Wallr.): Es la forma cultivada. No es raro que también aparezca salvaje.

La grosella negra (Ribes spicatum Robson en With. 1796) es una especie estrechamente relacionada originaria del norte de Europa y Siberia, considerada por algunos taxónomos como una subespecie de Ribes rubrum. Esta especie está involucrada (cruzada) en algunos cultivares de grosella roja. Muy raramente aparece como salvaje.

### Sinonimia
- Grossularia rubra (L.) Scop.
- Ribes rubrum var. scandicum Jancz.
- Ribes rubrum var. sylvestre DC. ex Berland.
- Ribes spicatum subsp. scandicum Hyl.
- Ribes sylvestre (Lam.) Mert. & Koch
- Ribes sylvestre Syme
- Ribes vulgare Lam.
- Ribes vulgare var. sylvestre Lam.
- Ribesium rubrum Medik.[19]

## Etimología
Ríbes: nombre genérico que según parece proce del árabe rabas; en persa rawas y rawash = nombre en oriente de un ruibarbo (Rheum ribes L., poligonáceas). Se afirma que ribes figura por primera vez en occidente en la traducción que Simón Januensis hizo, en la segunda mitad del siglo XIII, del libro de Ibn Sarab o Serapión –Liber Serapionis aggregatus in medicinis simplicibus…– y que este nombre fue adoptado por las oficinas de farmacia. En todo caso, se aplicó a plantas diferentes, cuales son los groselleros (Ribes sp. pl.), quizá por sus frutos ácidos y por sus propiedades medicinales semejantes.
rubrum: epíteto latíno que significa "de color rojo"

## Nombres comunes
- Castellano: agracejo, artimora, cambronera colorada, cambronera colorada de Jarava, cascalleja, celombro, corinto, gandaro, gandaru, grosella, grosella blanca, grosella roja, grosellas, grosellero, grosellero blanco, grosellero bravo, grosellero común, grosellero encarnado, grosellero rojo, grosello, grosello rojo, grosularia, gándaro, pinsús, ribes, rimas, rivas, rosella, uva de Fran, uva de India, uva de fran, zarangüenganal, zarangüéngano.[22]

## Cultivares
Muchos cultivares de grosella roja y blanca están disponibles para el cultivo doméstico a través de productores especializados. Los siguientes han ganado en el Reino Unido el Premio al Mérito del Jardín de la Royal Horticultural Society:
- "Jonkheer van Tets"[24]
- "Red Lake" (Lago Rojo)[25]
- "Stanza" (Estrofa)[26]
- "White Grape" (Uva blanca) (grosella blanca)[27]

Otras variedades, comunes en Alemania, son:
- Variedades de grosellas rojas: Jonkheer van Tets, Traubenwunder (maravilla de la uva)
- Variedades blancas: Werdavia, Versalles Blanche (Versalles Blanca), Weiße aus Jüterbog (Blanca de Jüterbog)